# Megastigmus cryptomeriae
Megastigmus cryptomeriae är en stekelart som beskrevs av Kôji Yano 1918. Megastigmus cryptomeriae ingår i släktet Megastigmus och familjen gallglanssteklar.
Artens utbredningsområde är Taiwan. Inga underarter finns listade i Catalogue of Life.